# Emil Gratzl
Emil Gratzl (* 30. Dezember 1877 in München; † 9. Januar 1957 ebendort) war ein deutscher Bibliothekar und Orientalist.

## Leben
Gratzl besuchte das Luitpold-Gymnasium in München, bevor er Klassische Philologie und Semitische Sprachen in München und Marburg studierte. 1899 legte er sein Staatsexamen ab und begann als Volontär an der Bayerischen Staatsbibliothek. Hier blieb er sein gesamtes Berufsleben, unterbrochen nur von einem Jahr an der Universitätsbibliothek Würzburg. 1906 wurde er promoviert. 1913–1914 unternahm er eine mehrmonatige Studienreise durch Nordafrika und Asien. 1921 wurde er Oberbibliotheksrat, 1929 dann 1. Direktor und 1936 Stellvertreter des Generaldirektors. Gratzl lehnte 1921 die Aufforderung ab, die UB Breslau zu übernehmen, ebenso lehnte er 1929 ein Angebot ab, Generaldirektor der Bayerischen Staatsbibliothek zu werden. Gratzls Haupttätigkeitsfeld war die Erwerbung, er verfasste auch das entsprechende Kapitel im „Handbuch der Bibliothekswissenschaft“. Sein Spezialgebiet waren orientalische Handschriften und Bucheinbände. Im Alter von 60 Jahren ging er in Pension. Sein Nachlass befindet sich in der Bayerischen Staatsbibliothek München.

## Schriften (Auswahl)
- Die altarabischen Frauennamen: mit einer Einleitung über die Geschichte des arabischen Personennamens bis zum Ende der Ǧâhilijja, Leipzig: Drugulin 1906 (München, Univ., Diss., 1906) (online).
- Katalog der Ausstellung von Handschriften aus dem islamitischen Kulturkreis im Fürstensaal der K. Hof- und Staatsbibliothek, München: Drugulin 1910.
- Islamische Bucheinbände des 14. bis 19. Jahrhunderts: aus den Handschriften der Bayerischen Staatsbibliothek, Leipzig: Hiersemann 1924.
- Indische Miniaturmalereien der Mogulzeit. In: Die Kunst für alle, Bd. 40 (1924/25), S. 23–32.
- Die Erwerbung. In: Handbuch der Bibliothekswissenschaft, Bd. 2: Bibliotheksverwaltung, Leipzig: Harrassowitz 1933, S. 116–196.
- Bibliographie der islamischen Einbandkunst, 1871-1956, zusammen mit K. A. C. Creswell und Richard Ettinghausen. In: Ars Orientalis, Volume II, University of Michigan 1957, S. 519–540.